# Luftflotte 5
Pour les articles homonymes, voir 5e flotte.
La Luftflotte 5  (5e flotte aérienne) a été l'une des principales divisions de la Luftwaffe allemande durant la Seconde Guerre mondiale.

## Création et différentes dénominations
Elle a été créée le 12 avril 1940 à Hambourg pour l'invasion de la Norvège. 
Elle est transférée à Oslo en Norvège le 24 avril 1940 et a été l'organisme responsable de l'activité de la Luftwaffe en Norvège occupée pendant la Seconde Guerre mondiale.
Le 16 septembre 1944, la Luftflotte 5 a été reclassée comme Commandement général de la Luftwaffe allemande en Norvège.
| Début             | Fin               | Nom                                                        |
| ----------------- | ----------------- | ---------------------------------------------------------- |
| 12 avril 1940     | 16 septembre 1944 | Luftflotte 5                                               |
| 16 septembre 1944 | 8 mai 1945        | Kommandierende General der Deutschen Luftwaffe in Norwegen |

## Zones d'engagements
- 1940 : Norvège
- 1941 : Norvège et Finlande
- 1942 : Norvège et Finlande
- 1943 : Norvège et Finlande
- 1944 : Norvège et Finlande

## Commandement

Drapeau du chef de la Luftflotte

| Début            | Fin               | Grade                | Nom                 |
| ---------------- | ----------------- | -------------------- | ------------------- |
| 12 avril 1940    | 9 mai 1940        | Generalfeldmarschall | Erhard Milch        |
| 10 mai 1940      | 27 novembre 1943  | Generaloberst        | Hans-Jürgen Stumpff |
| 27 novembre 1943 | 16 septembre 1944 | General              | Josef Kammhuber     |

## Chef d'état-major
| Début            | Fin               | Grade        | Nom                   |
| ---------------- | ----------------- | ------------ | --------------------- |
| 12 avril 1940    | 16 avril 1940     | Oberst       | Dr Robert Knauss (de) |
| 16 avril 1940    | 9 mai 1940        | Generalmajor | Helmuth Förster (en)  |
| 9 mai 1940       | 1er août 1940     | Generalmajor | Dr Robert Knauss      |
| 1er août 1940    | 5 octobre 1940    | Oberst       | Gerhard Bassenge (en) |
| 20 octobre 1940  | 31 décembre 1943  | Generalmajor | Andreas Nielsen       |
| 1er janvier 1944 | 16 septembre 1944 | Oberst       | Ernst Kusserow        |

## Quartier Général
Le Quartier Général se déplaçait suivant l'avancement du front.
| Début         | Fin               | Ville    |
| ------------- | ----------------- | -------- |
| 12 avril 1940 | 24 avril 1940     | Hambourg |
| 24 avril 1940 | 16 septembre 1944 | Oslo     |

## Unités subordonnées
- X. Fliegerkorps : Avril 1940 - Décembre 1940
- Kommandierender General der Deutschen Luftwaffe in Finnland : Novembre 1943 - Septembre 1944
- Fliegerführer Nord : Mars 1941 - Juin 1942
- Fliegerführer Nord (Ost) : Juin 1942 - Juin 1944
- Fliegerführer Nord (West) : Juin 1942 - Juin 1944
- Fliegerführer Lofoten : Juin 1942 - Juin 1944
- Fliegerführer Eismeer : Juin 1944
- Fliegerführer 3 : Juin 1944 - Septembre 1944
- Fliegerführer 4 : Juin 1944 - Septembre 1944
- Fliegerführer 5 : Juin 1944 - Septembre 1944
- Jagdfliegerführer Norwegen : Juin 1944 - Septembre 1944
- Luftgau-Kommando Norwegen : Juin 1941 - Septembre 1944
- Luftgau-Kommando Finnland : Août 1941 - Novembre 1943
- 13. Flak-Brigade : Juin 1942 - Novembre 1943
- 14. Flak-Brigade : Juin 1942 - Septembre 1944
- Luftnachrichten-Regiment 5
- Luftnachrichten-Regiment 15
- Luftnachrichten-Regiment 25

## Détachement en Finlande-Norvège le 26 juillet 1944

### Kom. Gen.d.dtsch. Lw.i. Finnland àRovaniemi

#### Reconnaissance Strategique
- 1.(F)/124 (Kirkenes)
- 1.(F)/32 (Kemijärvi)

#### Reconnaissance Maritime
- 3.(F)/SAGr.130 (Kirkenes)

#### Attaques aériennes
- I/SG 5 (Kirkenes)

### Jagdabschnittführer Norwegen àPetsamo

#### Chasseurs
- III./JG 5 (Petsamo)

#### Zerstörer (Chasseurs lourds)
- 13.(ZG.)/JG 5 (Kirkenes)

## Abréviations
- FAGr = Fernaufklärungsgruppe = Reconnaissance aérienne.
  - Gruppe = équivalent dans la RAF à Wing.
- JG = Jagdgeschwader = Chasseur.
  - Geschwader = équivalent dans la Royal Air Force à Group.
- KG = Kampfgeschwader = Bombardier.
- KG zbV = Kampfgeschwader zur besonderen Verwendung = Transport aérien, plus tard TG.
- NAGr = Nahaufklärungsgruppe = Liaison aérienne.
- NASt = Nahaufklärungsstaffel = Reconnaissance aérienne.
  - Staffel = équivalent dans la RAF à Squadron.
- NSGr = Nachtschlachtgruppe = Chasseur-bombardier de nuit.
- SAGr = Seeaufklärungsgruppe = Patrouille maritime
- SG = Schlachtgeschwader = Attaque au sol.
- TG = Transportgeschwader = Transport aérien.
- ZG = Zerstörergeschwader = Chasseurs lourds.